# Немецкий язык в Австрии

Распространение немецкого языка в Германии, Австрии и Швейцарии в качестве официального (тёмно-бирюзовая область) и в качестве языка меньшинств (голубой цвет)

Немецкий язык в Австрии является официальным языком. Согласно статье 8 Конституции Австрии 1920 года, немецкий язык является государственным языком республики, несмотря на существование нескольких языков меньшинств, право на использование которых закреплено законом. Численность носителей немецкого языка в Австрии составляет около 7,57 млн человек. 
Наряду с немецким в Австрии официально используются также словенский язык в Каринтии и Штирии, венгерский и градищанско-хорватский языки в Бургенланде. В повседневной жизни и в государственном управлении используется австрийский национальный вариант немецкого языка (разновидность верхненемецкого). Этот языковой национальный вариант развивался во времена Второй Австрийской республики и был нормирован в 1951 году опубликованным Австрийским словарём (нем. Österreichisches Wörterbuch).
В качестве языков меньшинств Европейская хартия региональных языков признала градищанско-хорватский и цыганский в Бургенланде (части 2 и 3), словацкий и чешский в Вене (часть 2), словенский в Каринтии и Штирии (части 3 и 2) и венгерский в Вене и Бургенланде (части 2 и 3).